# Río Vélez (vattendrag i Spanien, Andalusien)
Río Vélez är ett vattendrag i Spanien.   Det ligger i provinsen Provincia de Málaga och regionen Andalusien, i den södra delen av landet, 400 km söder om huvudstaden Madrid.